# 黄忠俊
黄忠俊（황충준）は、朝鮮氏族の昌原黄氏の始祖である。高麗の忠烈王のときに門下府判門下侍中を務めた。
先祖は、中国の後漢の官僚の黄洛であり、光武帝の建武4年（28年）に使臣として交阯郡に赴く途中に海上で遭難し新羅に漂着・帰化した。